# Arichanna picaria
Arichanna picaria är en fjärilsart som beskrevs av Alfred Ernest Wileman 1910. Arichanna picaria ingår i släktet Arichanna och familjen mätare. Inga underarter finns listade i Catalogue of Life.

## Bildgalleri

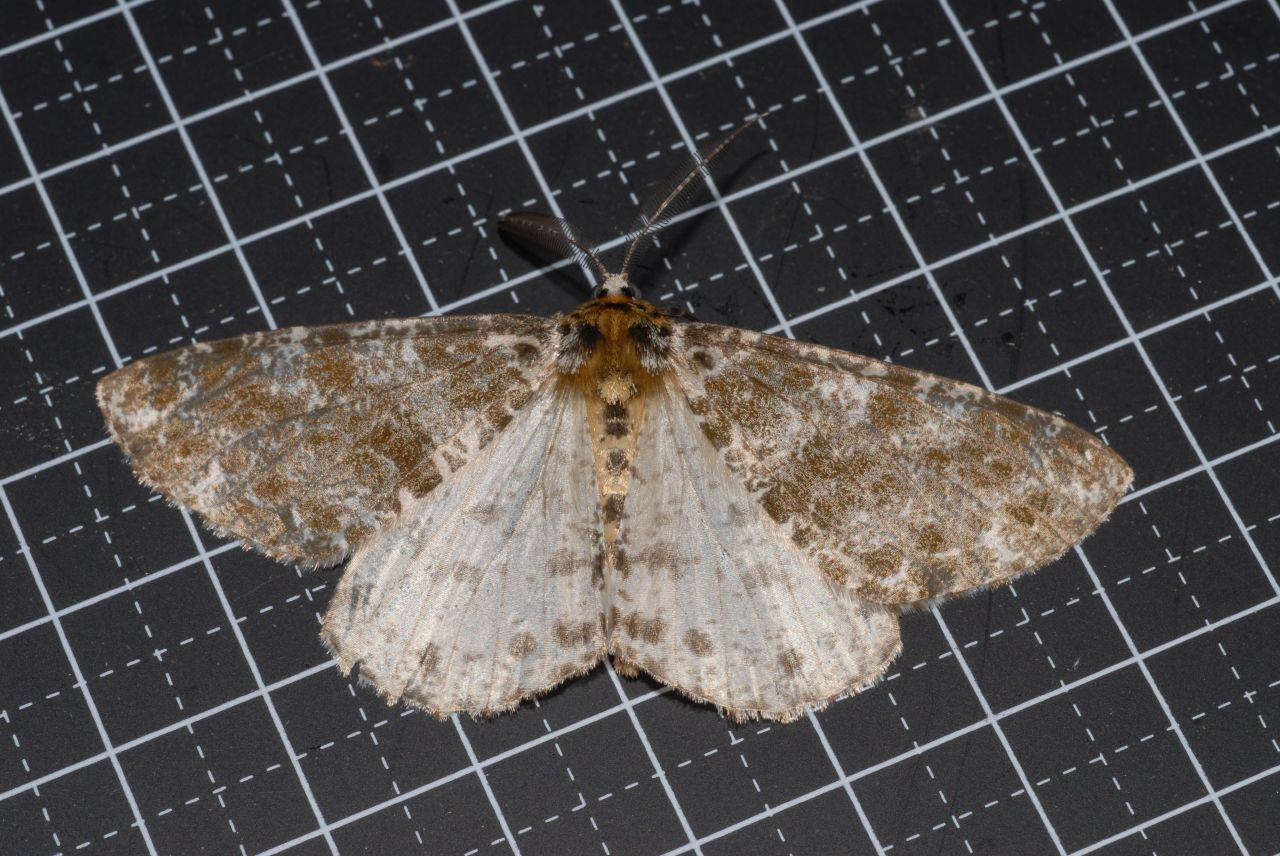